# 무라이 겐사이

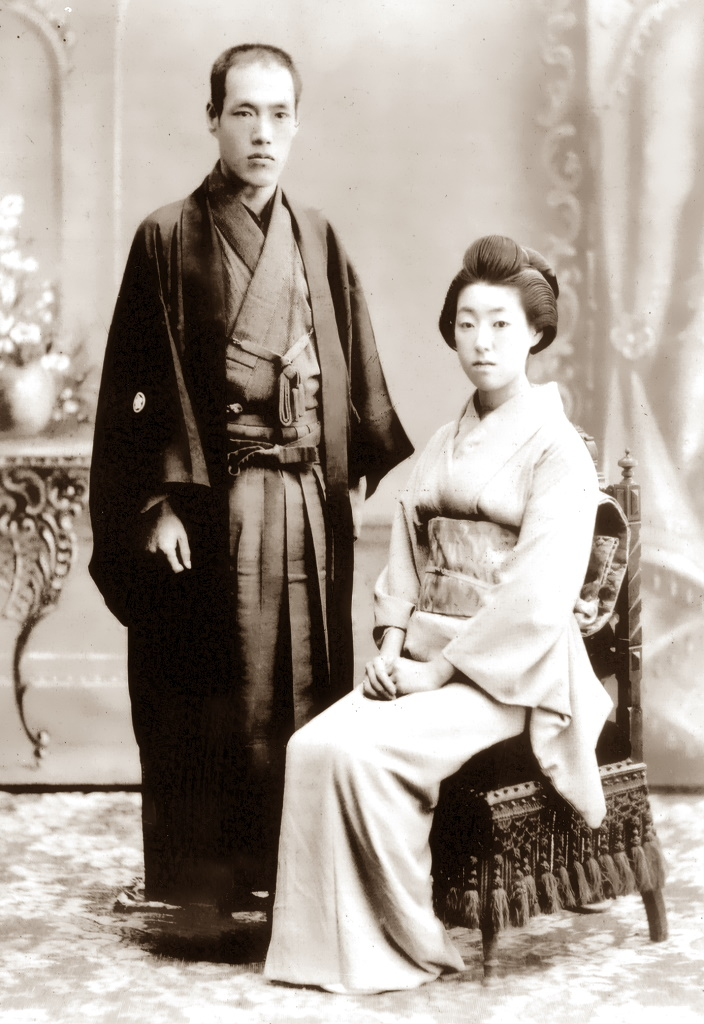
무라이 겐사이와 아내 무라이 다카코

무라이 겐사이(村井弦斎, 1864년 1월 26일 ∼ 1927년 7월 30일)는 일본의 작가이다.
1864년 현재의 아이치현 도토요하시시의 무사 계급에서 태어났다. 겐사이의 아버지는 지역에서 유명한 유학자였으나, 메이지 유신 이후 다가오는 새로운 사회에서는 유교보다는 서양식 학문을 익히는 것이 더 도움이 된다는 것을 깨닫고 아들인 겐사이를 위해 겐사이가 여덟 살이 되던 해 가족 모두를 데리고 도쿄로 이주했다. 교육열이 높았던 겐사이의 아버지는 여기에 그치지 않고 각각의 전문성을 가진 가정 교사들을 고용해 어린 겐사이가 다양한 외국어와 교양 지식을 쌓을 수 있도록 영재 교육을 시켰다. 그 결과, 겐사이는 열두 살의 나이로 도쿄외국어학교 러시아어과(현 도쿄외국어대학)에 입학하게 된다.
그러나 건강이 나빠져 학교를 중퇴하고 설상가상으로 심한 우울증을 앓게 된다. 이때 우울증을 극복하고자 에이지신문 공모에 낸 논문이 당선되어 신문사의 후원으로 스무 살에 미국 유학을 떠나게 된다.
귀국 후에는 호치신문에 소설과 논설을 발표하면서 도쿄전문학교(현 와세다대학)에 입학해 본격적으로 문학을 연구하기 시작했다. 그중 1903년 신문 소설로 발표한 《식도락》이 당대의 베스트셀러가 되어 후대의 《맛의 달인》, 《아빠는 요리사》같은 미식 전문 만화나 요리 인문서에까지 큰 영향을 끼치게 된다.
말년에는 《식도락》으로 얻은 막대한 인세를 바탕으로 가나가와현(神奈川県) 히라쓰카시(平塚市)에 대규모 농장을 만들어 과일과 채소, 닭과 염소 등을 스스로 기르며 자급자족하는 삶을 살았다. 자연과 조화를 이루고, 스스로 먹을 음식을 자급자족하며, 깨끗하고 바른 먹거리의 중요성을 설파했던 그의 말년의 주장은 당대는 물론 현대에도 유효한 시대를 앞선 통찰의 결과라 할 수 있다.